# Passiflora eglandulosa
Passiflora eglandulosa är en passionsblomsväxtart som beskrevs av J.M. Macdougal. Passiflora eglandulosa ingår i släktet passionsblommor, och familjen passionsblomsväxter. Inga underarter finns listade i Catalogue of Life.